# Objectiefbajonet

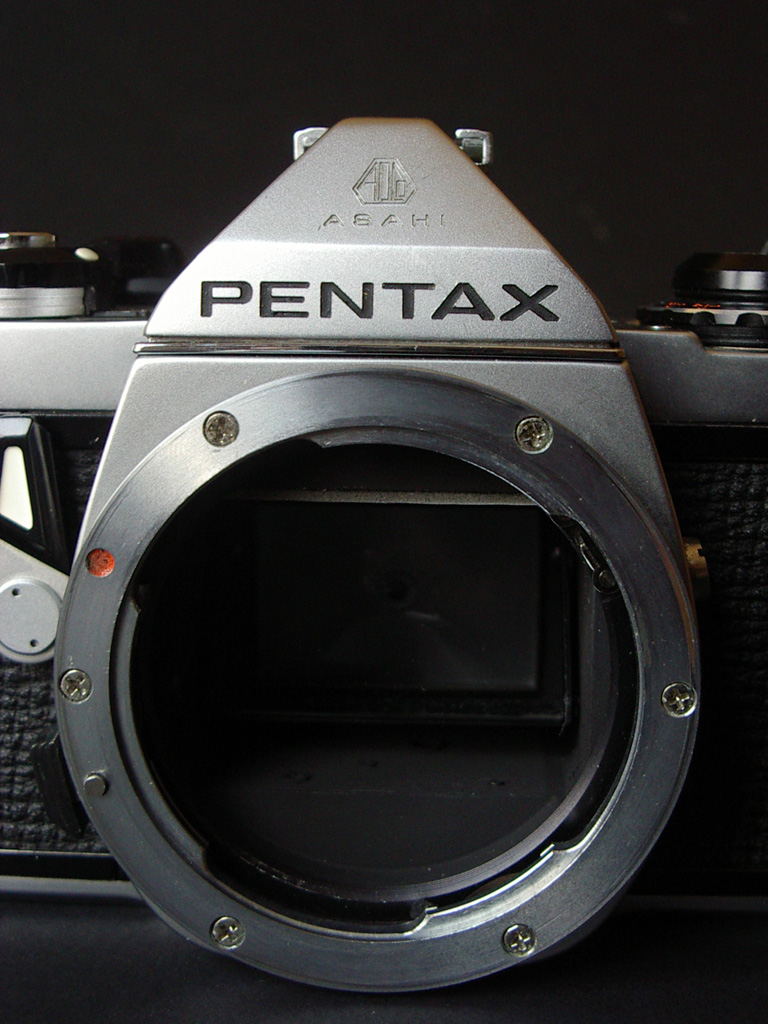
Pentax K-bajonetvatting op ME-camera. Rechts (op de 2-uurspositie) is een voelernok te zien die de stand van de diafragmaring doorgeeft aan de lichtmeter in de camera

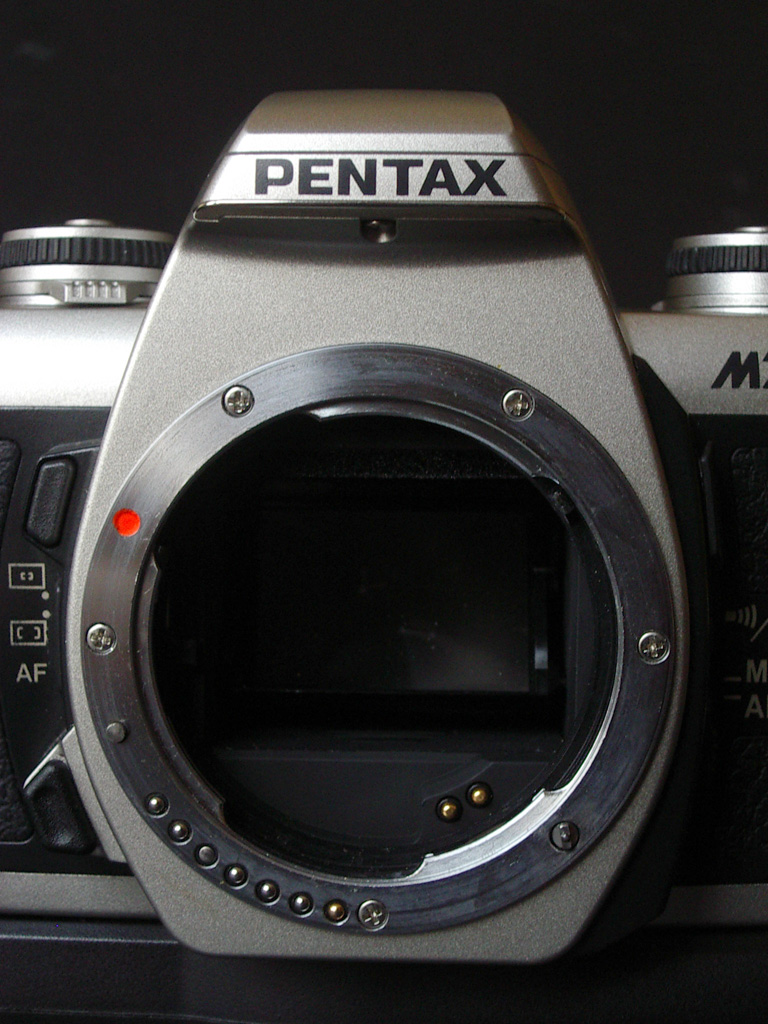
Pentax K-bajonetvatting met elektrische contacten, linksonder en twee stuks in de bajonetmond

Een objectiefbajonet of lensvatting is in de fotografie de koppeling tussen de behuizing van een fotocamera en een objectief. De eerste camera's met verwisselbare objectieven hadden een schroefdraadverbinding waarmee de lens op de camera geschroefd werd. 
Met de komst van allerlei automatieken was het noodzakelijk om de lens telkens in exact dezelfde positie op het camerahuis te plaatsen, waarvoor een bajonetsluiting beter geschikt is. Een bijkomend voordeel van de bajonetvatting is dat het verwisselen van de lenzen sneller en zekerder gaat. De meeste camerafabrikanten hebben een eigen systeem ontwikkeld, alleen de K-bajonet van Pentax werd licentievrij gemaakt en werd ook gebruikt door andere merken, zoals Ricoh.
De bajonetvatting van moderne camera's heeft een aantal elektrische contacten waarmee allerlei informatie uitgewisseld wordt tussen objectief en camera. Zo kan de camera weten welk type objectief gemonteerd is, welke brandpuntsafstand ingesteld staat bij een zoomobjectief, wat het minimale en maximale diafragma is en dergelijke. De lens wordt vervolgens aangestuurd met de juiste diafragmawaarde en in sommige types wordt ook de scherpstelling door een in het objectief ingebouwde motor verzorgd. Bij camera's waarbij dit niet het geval is is er een mechanische koppeling waarbij de in de camera gebouwde motor voor de scherpstelling zorgt.